# Merderet-floden
Merderet er en 36 km lang flod i Normandiet i Frankrig som er en biflod til Douve.  Floden er forholdsvis grumset og dens brunlige vand flyder langsomt på grund af det flade landskab. pH værdien er målt til 8,31 ved Chateau d'Isle Marie og den elektriske ledning af vandet er målt til 61 micro-siemens pr. cm.  På dette målested er gennemstrømningen om sommeren typisk på 7.000 liter i sekundet.  

## Eksterne kilder
- Broen over Merderet ved La Fière Arkiveret 29. juni 2007 hos  Wayback Machine